# Piskunovia reductionis
Piskunovia reductionis är en fjärilsart som beskrevs av Mikhail M. Omelko 1988. Piskunovia reductionis ingår i släktet Piskunovia och familjen stävmalar. Inga underarter finns listade i Catalogue of Life.